# Fomitopsis
Fomitopsis P. Karst., Meddn Soc. Fauna Flora fenn. 6: 9 (1881).
Fomitopsis è un genere di funghi basidiomiceti appartenente alla famiglia Fomitopsidaceae.

## Specie diFomitopsis
La specie tipo è Fomitopsis pinicola (Sw.) P. Karst. (1881), altre specie incluse sono:
- Fomitopsis africana Mossebo & Ryvarden (1997)
- Fomitopsis anhuiensis X.F. Ren & X.Q. Zhang (1992)
- Fomitopsis arbitraria Corner (1989)
- Fomitopsis avellanea (Bres.) Ryvarden (1988)
- Fomitopsis cajanderi (P. Karst.) Kotl. & Pouzar (1957)
- Fomitopsis castanea Imazeki (1949)
- Fomitopsis concava (Cooke) G. Cunn. (1950)
- Fomitopsis connata (Weinm.) P. Karst. (1881)
- Fomitopsis cupreorosea (Berk.) J. Carranza & Gilb. (1986)
- Fomitopsis cystina (Berk.) Bondartsev & Singer (1941)
- Fomitopsis cytisina (Berk.) Bondartsev & Singer (1941)
- Fomitopsis dochmia (Berk. & Broome) Ryvarden (1972)
- Fomitopsis durescens (Overh.) Gilb. & Ryvarden (1986)
- Fomitopsis epileucina (Pilát) Ryvarden & Gilb. (1993)
- Fomitopsis euosma Corner (1989)
- Fomitopsis feei (Fr.) Kreisel (1971)
- Fomitopsis fulviseda (Bres.) Bondartsev & Singer (1941)
- Fomitopsis hainaniana J.D. Zhao & X.Q. Zhang (1991)
- Fomitopsis iberica Melo & Ryvarden (1989)
- Fomitopsis ibericus Melo & Ryvarden
- Fomitopsis kiyosumiensis Imazeki & R. Sasaki (1955)
- Fomitopsis labyrinthica Bernicchia & Ryvarden (1996)
- Fomitopsis latissima (Bres.) Imazeki (1965)
- Fomitopsis lignea (Berk.) Ryvarden (1972)
- Fomitopsis lilacinogilva (Berk.) J.E. Wright & J.R. Deschamps (1975)
- Fomitopsis maire (G. Cunn.) P.K. Buchanan & Ryvarden (1988)
- Fomitopsis marginata (Pers.) P. Karst. (1881)
- Fomitopsis minutispora Rajchenb. (1995)
- Fomitopsis palustris (Berk. & M.A. Curtis) Gilb. & Ryvarden (1985)
- Fomitopsis palustris (Berk. & M.A. Curtis) Teixeira (1992)
- Fomitopsis pseudopetchii (Lloyd) Ryvarden (1972)
- Fomitopsis pubertatis (Lloyd) Imazeki (1943)
- Fomitopsis quadrans (Berk. & Broome) D.A. Reid (1963)
- Fomitopsis rhodophaea (Lév.) Imazeki (1943)
- Fomitopsis rosea (Alb. & Schwein.) P. Karst. (1881)
- Fomitopsis rubidus (Berk.) A. Roy & A.B. De (1996)
- Fomitopsis rufolaccata (Bose) Dhanda (1981)
- Fomitopsis rufolaccata (Bose) J.D. Zhao (1989)
- Fomitopsis rufolaccata (Bose) Aoshima (1992)
- Fomitopsis sanmingensis J.D. Zhao & X.Q. Zhang (1991)
- Fomitopsis scalaris (Berk.) Ryvarden (1984)
- Fomitopsis scorteus (Corner) T. Hatt. (2003)
- Fomitopsis sensitiva (Lloyd) R. Sasaki (1954)
- Fomitopsis singularis (Corner) T. Hatt. (2003)
- Fomitopsis spraguei (Berk. & M.A. Curtis) Gilb. & Ryvarden (1985)
- Fomitopsis supina (Sw.) Murrill (1978)
- Fomitopsis widdringtoniae Masuka & Ryvarden (1993)
- Fomitopsis zuluensis (Wakef.) Ryvarden (1972)